# Rafflesia baletei
Rafflesia baletei este o specie de plante parazite din genul Rafflesia, familia Rafflesiaceae, ordinul Malpighiales, descrisă de Barcelona și Cajano. Conform Catalogue of Life specia Rafflesia baletei nu are subspecii cunoscute.